# Lista de episódios de Dragon Ball GT

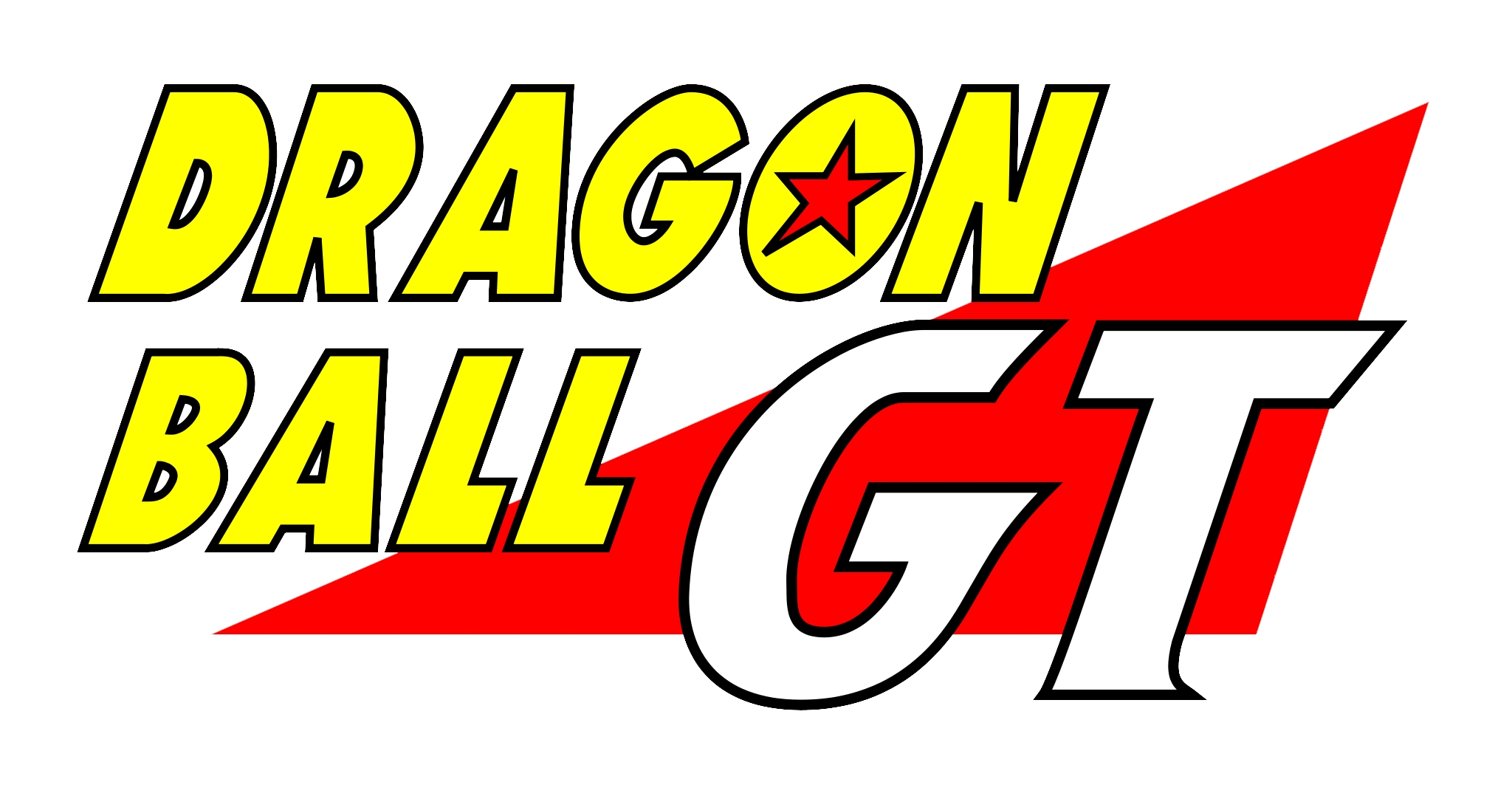
logo Dragon Ball GT

Esta é uma lista de episódios do anime Dragon Ball GT (ドラゴンボールGT(ジーティー), Doragon Bōru Jī Tī). Dragon Ball GT é o terceiro anime da série Dragon Ball e uma sogoequência do anime Dragon Ball Z. Produzido pela Toei Animation, a série estreou no Japão pela Fuji TV em 7 de fevereiro de 1996, abrangendo 64 episódios até a sua conclusão em 19 de novembro de 1997. Ao contrário de outras séries de animes da franquia Dragon Ball, Dragon Ball GT não é baseado na série de mangás escritos por Akira Toriyama, mas um projeto próprio da Toei Animation onde os mesmos personagens são apresentados.
A Funimation Entertainment licenciou a série para lançamento em DVD na região 1 em língua inglesa e transmissão nos Estados Unidos. A dublagem em inglês da série pela Funimation foi ao ar pela Cartoon Network entre 7 de novembro de 2003 e 16 de abril de 2005. A transmissão original de televisão ignorou os primeiros 16 episódios da série. Em vez disso, a Funimation criou um episódio de composição intitulado "A Grand Problem", que usou cenas dos episódios ignorados para resumir a história. Os episódios ignorados foram posteriormente mostrados no Cartoon Network como "Os Episódios Perdidos" após a transmissão inicial ser concluída. Mais tarde, a série foi lançada em DVD dividida no formato de temporadas. O primeiro jogo foi lançado em 9 de dezembro de 2008, e o segundo em 10 de fevereiro de 2009. Uma caixa coletânea de DVDs intitulada "Complete Series" mais tarde foi lançada em 21 de setembro de 2010. A francesa AB Groupe (em associação com a Blue Water Studios) desenvolveu uma dublagem alternativa para a Europa e Canadá, e foi ao ar pela YTV e Toonami UK, que dividiu os episódios em duas temporadas, em vez de sagas. A Funimation começou uma reexibição da dublagem em inglês nos Estados Unidos pela Nicktoons em 16 de janeiro de 2012.
Dragon Ball GT utiliza cinco músicas tema, todas gravadas por artistas japoneses. A banda Field of View gravou o tema de abertura da série, "Dan Dan Kokoro Hikareteku" (DAN DAN 心魅かれてく), que é usada em todos os 64 episódios. "Hitori Janai" (ひとりじゃない), gravada pela banda Deen, é usada para o tema de encerramento dos primeiros 26 episódios. A partir do episódio 27, a série começa a usar "Don't You See!", da banda Zard, para o tema de encerramento. O episódio 42 marca a próxima mudança musical, com "Blue Velvet", da cantora e atriz Shizuka Kudō sendo usada. "Sabitsuita Mashingan de Ima o Uchinukō" (錆びついたマシンガンで今を撃ち抜こう), gravada pela banda Wands, é apresentada como música de encerramento a partir do episódio 51, sendo usada para o restante da série.

## Sagada Viagem Pelo Universo
| Episódio | Brasil                                    | Portugal                                          |
| -------- | ----------------------------------------- | ------------------------------------------------- |
| 001      | Surgem umas misteriosas Esferas do Dragão | Son Goku voltou a ser uma criança.                |
| 002      | Pan viaja na nave espacial                | A nossa Pan parte para o Universo                 |
| 003      | Os comerciantes do planeta Imegga         | Imecka, um planeta de mercadores super vendedores |
| 004      | Goku e os outros se tornam criminosos     | Son Goku é procurado como criminoso               |
| 005      | O poderoso Rejick                         | Lezick, o guarda-costas                           |
| 006      | O dentista Goku                           | O planeta dos animais gigantescos                 |
| 007      | Trunks se veste de noiva                  | Os bigodes que abalaram a terra                   |
| 008      | O bigode de Zunama                        | O poder total dos bigodes                         |
| 009      | O planeta perigoso                        | Son Goku e o planeta armadilha                    |
| 010      | A dança de Bompara                        | Dança e ataque de Tompara                         |
| 011      | Pan é transformada em boneca              | Pan é transformada em boneca                      |
| 012      | O despertar de Ludo                       | O Oráculo do Deus Luud                            |
| 013      | O misterioso cientista chamado Myuu       | O misterioso cientista Myuu                       |
| 014      | A destruição de Ludo                      | A estratégia de Luud                              |
| 015      | Pan consegue fugir                        | Pan sai de casa                                   |
| 016      | O planeta das máquinas M2                 | Gil revela a sua verdadeira forma                 |

## Saga Baby
| Episódio | Brasil                                                 | Portugal                                      |
| -------- | ------------------------------------------------------ | --------------------------------------------- |
| 017      | A operação para resgatar Goku                          | Um plano para salvar Son Goku                 |
| 018      | A determinação de Goku                                 | Os mega canhões Sigma são destruidos          |
| 019      | O poderoso mutante Rild                                | Lidle, o último mutante entra em acção        |
| 020      | Surpresa! Goku é atacado por uma tempestade de metal   | O confronto entre os mais fortes              |
| 021      | O que é isto? Goku se transforma em metal?             | Son Goku transformou-se numa placa de metal   |
| 022      | Baby, o ser maligno                                    | Baby, um ser demoníaco                        |
| 023      | Um jovem misterioso                                    | O salvamento de uma criança perdida no espaço |
| 024      | O contra-ataque de Baby                                | Os três Guerreiros do Espaço são perseguidos  |
| 025      | Droga! Baby está na Terra                              | Apareceu um bebé na Terra                     |
| 026      | Gohan e Goten! Uma luta entre irmãos                   | Uma luta entre irmãos                         |
| 027      | Vegeta é possuido                                      | Baby mostra a sua forma                       |
| 028      | Goku volta! Todos são inimigos                         | O regresso de Son Goku                        |
| 029      | O poder do Super Saiyajin 3 é derrotado                | És mais de 8.000?                             |
| 030      | Goku desaparece?                                       | Son Goku desapareceu                          |
| 031      | A destruição de Goku?                                  | O colapso do espaço suburoco                  |
| 032      | Volte Goku! Uub, o furioso lutador                     | Uub, um guerreiro furioso                     |
| 033      | O raio mortal de Uub                                   | A ressurreição de Son Goku                    |
| 034      | Goku fracassa em sua transformação                     | A transformação de Son Goku                   |
| 035      | O poder máximo! Goku se transforma no Super Saiyajin 4 | Son Goku transforma-se em Super Guerreiro 4   |
| 036      | Baby se transforma em um macaco gigante                | Baby transforma-se em macaco                  |
| 037      | Baby possui o dobro de Ki de Goku                      | O último recurso do Velho Kaio                |
| 038      | O renascimento do Super Saiyajin 4                     | A ressurreição do Super Guerreiro 4           |
| 039      | A morte de Baby                                        | Baby é finalmente exterminado                 |
| 040      | A Terra explode! A importante decisão de Piccolo       | Satã toma uma importante decisão              |

## Saga Super 17
| Episódio | Brasil                                                 | Portugal                                         |
| -------- | ------------------------------------------------------ | ------------------------------------------------ |
| 041      | Quem será o novo sucessor de Mr. Satan?                | Quem será o sucessor de Hércules?                |
| 042      | Morra Goku! Os inimigos mais fortes escapam do inferno | O plano para destruir Son Goku                   |
| 043      | A volta de Cell e Freeza                               | A ressurreição do Cell e do Freezer              |
| 044      | O último andróide! O Super 17                          | O derradeiro ser humano artificial               |
| 045      | O plano para escapar do Inferno                        | Son Goku foge do Inferno                         |
| 046      | O Super Saiyajin 4 enfrenta o Nº17                     | A terrível batalha entre Son Goku e o Super C-17 |
| 047      | Goku e a Nº18 lutam juntos                             | Um grande golpe de viragem                       |

## Saga dos Dragões Malignos
| Episódio | Brasil                                                   | Portugal                                                |
| -------- | -------------------------------------------------------- | ------------------------------------------------------- |
| 048      | Shenlong é nosso inimigo?                                | O Dragão tornou-se o inimigo                            |
| 049      | A força do poderoso Dragão                               | A terrível técnica do dragão de 2 estrelas              |
| 050      | O guerreiro elétrico Uh Shenlong                         | O dragão de 5 estrelas                                  |
| 051      | O ataque do Redemoinho                                   | O dragão de 6 estrelas                                  |
| 052      | Pan, tome cuidado para não ser possuída por Chi Shenlong | O dragão de 7 estrelas                                  |
| 053      | As lágrimas de um Kame-Hame-Ha                           | Será que Pan foi eliminada?                             |
| 054      | O guerreiro do Sol                                       | O Dragão Sol                                            |
| 055      | O plano de Vegeta e Bulma                                | Vegeta não vai ficar assim                              |
| 056      | Os irmãos do Fogo e do Gelo                              | Os dragões irmãos do Fogo e do Gelo                     |
| 057      | O dragão mais poderoso                                   | O dragão que controla os dragões malígnos               |
| 058      | Goku supera os poderes do Super Saiyajin 4               | O Super Guerreiro 4 contra-ataca                        |
| 059      | Vegeta se transforma em um macaco gigante                | Vegeta desata a destruir tudo                           |
| 060      | Fusão? O incrível super Gogeta                           | Super Gogeta 4                                          |
| 061      | Goku se alimenta da esfera de 4 estrelas                 | Son Goku engole a bola de 4 estrelas                    |
| 062      | Aparece um novo aliado                                   | O aparecimento de um novo aliado                        |
| 063      | A milagrosa vitória! Goku pede ajuda à Galáxia           | Son Goku salva o Universo                               |
| 064      | Adeus Goku... Até um dia!                                | Adeus, Son Goku! Até qualquer dia! Até ao meu regresso! |